# 서울위례초등학교
서울위례초등학교(서울慰禮初等學校)는 대한민국 서울특별시 강동구에 있는 공립 초등학교이다.

## 학교 연혁
- 1981년 10월 24일: 서울위례국민학교 개교
- 1996년 3월 1일: 서울위례초등학교로 교명 개칭
- 2018년 2월 28일: 둔촌주공아파트 재건축으로 인해 일시 휴교
- 2025년 3월 1일: 재개교

## 참고 자료
- 서울위례초등학교 - 한국교육학술정보원 학교알리미